# Artale I Alagona
Artale I Alagona fue un noble, militar y político de origen aragonés del siglo XIV.
Artale sucedió a su padre Blasco II en 1355 cuando murió, liderando la Facción Catalana, opuesta a la Facción de los latinos liderada por  Francesco Ventimiglia. Fue investido conde de Mistretta y señor de las tierras de Butera, Naro y  Delia.
Los Alagona estaban muy cercanos a la Casa de Aragón y de esta lealtad lograron obtener varios privilegios, incluso la asunción del cargo de Maestro Giustiziere por parte de Artale con Federico IV de Aragón; posteriormente se convirtió en el tutor de los sucesores Ludovico y María.
Este poder hizo de los Alagona la familia más influyente en Catania y Sicilia oriental en el siglo XIV. Sin embargo, Artale decidió adoptar una política exterior más alejada de Aragón, buscando una solución italiana a la inestabilidad política de Sicilia, y en la política interna Angioini y Chiaramontani.
Varias fueron las compañías militares llevadas a cabo por Artale: en 1356 el gobernador de Messina, Niccolò Cesareo, el enemigo de Enrico Rosso, uno de los señores "latinos" contrario a los aragoneses, llamó a los Alagona para pedirles apoyo. Pero después de la traición de Niccolò Cesareo, este último exigió refuerzos a Ludovico d'Angiò, quien envió al mariscal Acciaiuoli. Las tropas, asistidas por el mar por cinco galeras, saquearon el territorio de Aci, asediando el castillo. Siguieron en dirección a Catania para asediarla. Artale salió con la flota y se enfrentó a las galeras, hundiendo dos, capturando una tercera y poniendo en fuga a las tropas enemigas. La batalla naval, que tuvo lugar entre la ciudad costera de Ognina y el Castillo de Aci, se llamó «el scacco di Ognina».
En 1358 sitió a Lentini, Vizzini, Noto y Avola, pero sus enemigos vinieron a atacar Catania por el oeste con 400 hombres armados, liderados por Manfredi Chiaramonte, rebelde a los aragoneses. La guerra fue prolongada y solo en Artale logró ocupar la ciudad y finalmente el 25 de marzo de 1360 gracias a la traición de algunos soldados consiguió tomar el castillo.
Después de los éxitos logrados en los campos de batalla, Artale Alagona, en un intento de traer un poco de estabilidad al reino, dividió Sicilia en cuatro virreinatos, asignados a Francesco Ventimiglia,  Manfredi Chiaramonte y Guglielmo Peralta, un movimiento que trajo un corto período de paz a la isla, pero duró hasta que Artale comenzó a pensar en el matrimonio de la Reina.
Artale asume el cargo de tutor de María de Sicilia, hija de Federico, que murió en [1377], y también adquiere grandes posesiones, especialmente en Catania: Salemi en 1360, Francavilla di Sicilia Mineo y Motta Sant'Anastasia en 1365, Aci y Calatabiano en 1382, el condado de Agosta en 1384 y el Castillo de Mongialino en el 1386. Los Alagona estaban muy interesados en que María se uniera al duque de Milán Giangaleazzo Visconti, pero tenía la férrea oposición de algunos barones (incluyendo a los Palizzi y los  Moncada, que eran partidarios de la corte aragonesa.
Artale murió en febrero de 1389, y antes de su muerte dejó un testamento en el que nombró a su hija  Maria, aún menor, bajo la protección de su tío  Manfredi, hermano de Artale.
El poder de Artale probablemente había salvaguardado el Reino de Sicilia, de la interferencia de la corte de Pedro IV de Aragón, y solo con su desaparición la facción catalana en Sicilia se escapó para organizar la boda de María de Sicilia con el aragonés Martín.

## Matrimonio y descendencia
Artale Alagona se casó en las primeras nupcias con Eleonora Lancia, hija de Pietro Lancia, segundo conde de Caltanissetta, y en segundas nupcias con Ágata Moncada, hija de  Guglielmo Raimondo III. Aun casó por tercera vez con Marchisia Abbate, hija del conde Enrico.
Solo tuvo una hija legítima, María, y dos hijos naturales, Maciotta y Giovanni.